# 草绿篱莺
，是雀形目苇莺科的一种鸟类。其种加词“pallida ”意为“淡色的”。

## 特征
草绿篱莺体重约9克，翼长约64.9毫米，嘴峰长约16.6毫米，喙宽度约3.7毫米，喙厚度约2.9毫米，跗蹠长约20.8毫米，尾长约53毫米。草绿篱莺是候鸟，其栖息在半开放的灌木丛中，食性为肉食性，主要食物来源是陆生无脊椎动物。

## 亚种
- ：分布于欧洲东南部至伊朗和亚洲西南部；越冬于非洲东北部。
- ：繁殖于埃及，南至尼罗河谷和苏丹中部；在苏丹、厄立特里亚和埃塞俄比亚越冬。
- ：分布于阿尔及利亚、南摩洛哥、毛里塔尼亚和利比亚。
- ：分布于尼日尔、乍得和尼日利亚至西苏丹。[4]